# Abatia
Abatia, biljni rod od desetak vrsta drveća iz Srednje i Južne Amerike, nerkada uključivan u porodice Flacourtiaceae i trubanjovke (Passifloraceae), a danas u porodicu vrbovki (Salicaceae).
Od listova vrsta Abatia rugosa i Abatia parviflora u Peruu se dobiva crna boja

## Vrste
1. Abatia americana (Gardner) Eichler
2. Abatia angeliana M.H.Alford
3. Abatia canescens Sleum.
4. Abatia glabra H.O. Sleum.
5. Abatia mexicana Standl.
6. Abatia microphylla Taub.
7. Abatia parviflora Ruiz & Pav.
8. Abatia rugosa Ruiz & Pav.
9. Abatia spicata (Turcz.) Sleum.
10. Abatia stellata Lillo